# شبستینیتسه
شبستینیتسه (به لاتین: Šebestěnice) یک منطقهٔ مسکونی در جمهوری چک است که در ناحیه کوتنا هورا واقع شده‌است.